# Musée national du moudjahid d'Alger
Le musée national du moudjahid d'Alger est un musée consacré à l'histoire de la résistance du peuple algérien contre le colonialisme français et la guerre de libération nationale, à travers un parcours muséal chronologique. Il est situé au pied du Mémorial du Martyr sur les hauteurs d'Alger, dans la commune d'El Madania.

## Histoire

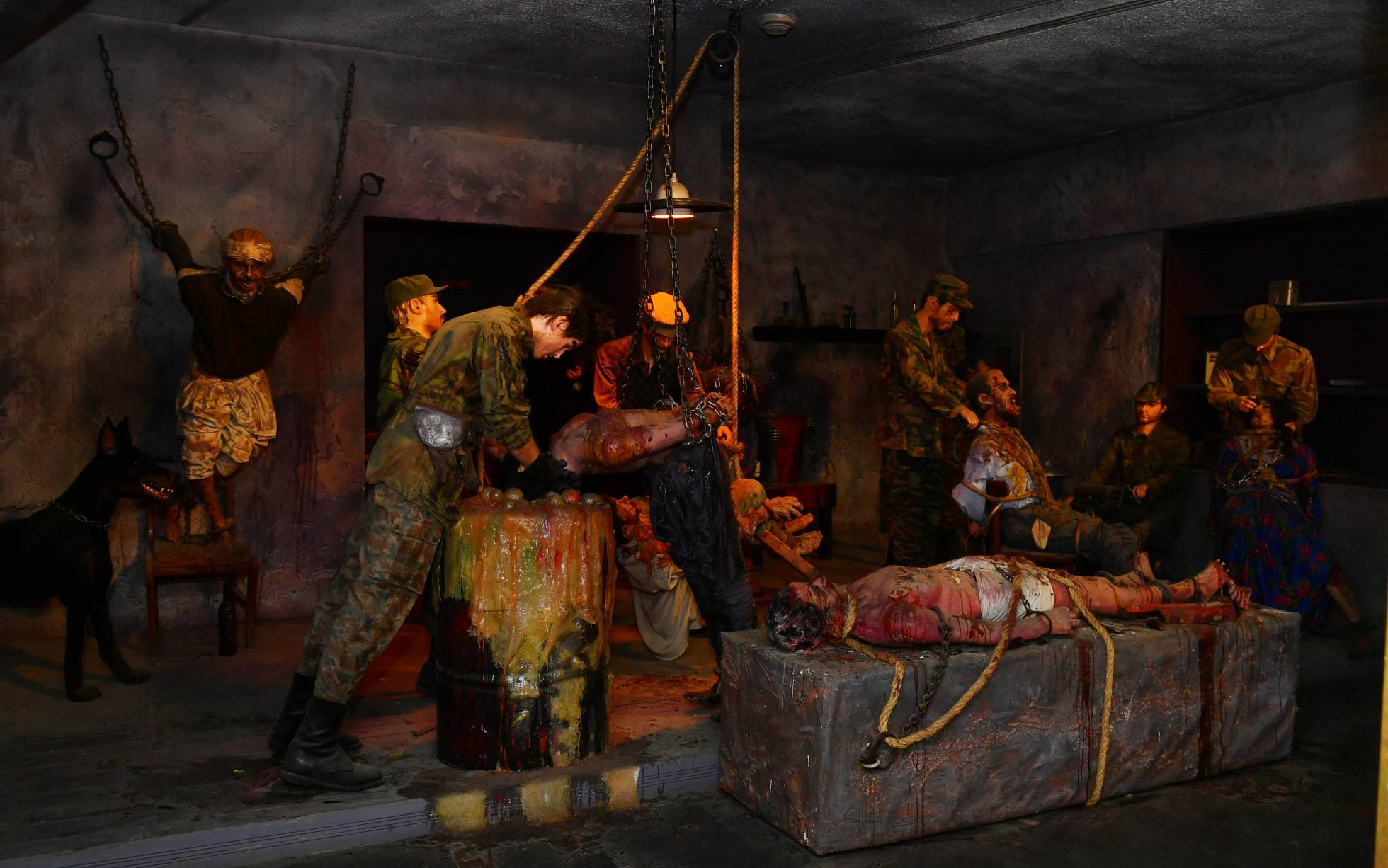
Une scène de torture des résistants algériens par les forces coloniales françaises.

Crée par le décret N°72/66 du 02 décembre 1972, le Musée du Moudjahid était d’abord situé à El Biar avant d’être transféré à Riadh El Feth en 1983. Il est sous la tutelle du Ministère des Moudjahidine.
Ses missions principales sont l'enregistrement, la conservation, la restauration et l'exposition des objets, la collecte du maximum de documents et de témoignages, ainsi que tout ce qui se rapporte aux faits de la révolution et les moudjahidine.
Ouvert en 1984, le musée retrace et consacre une bonne partie de ses collections à la lutte contre la présence française et à la guerre d’Algérie. Des armes, objets de guerre, documents d’archives, photos, rapports sont exposés. On y trouve notamment de nombreux objets personnels et armes ayant appartenu à l’émir Abdelkader ainsi qu’un portrait de lui peint en 1853 par Ange Tissier, remis au pays par la France en 1976. On y trouve aussi, les effets personnels et les documents du cheikh Abdelhamid Ben Badis, dont une Kachabia, une canne et une chaise, une radio de type TSF, une couverture et des documents à l'instar d'un diplôme des sept lectures du Coran et un cahier des élèves.
Le musée possède 22 annexes à travers le territoire national.

## Parcours muséal

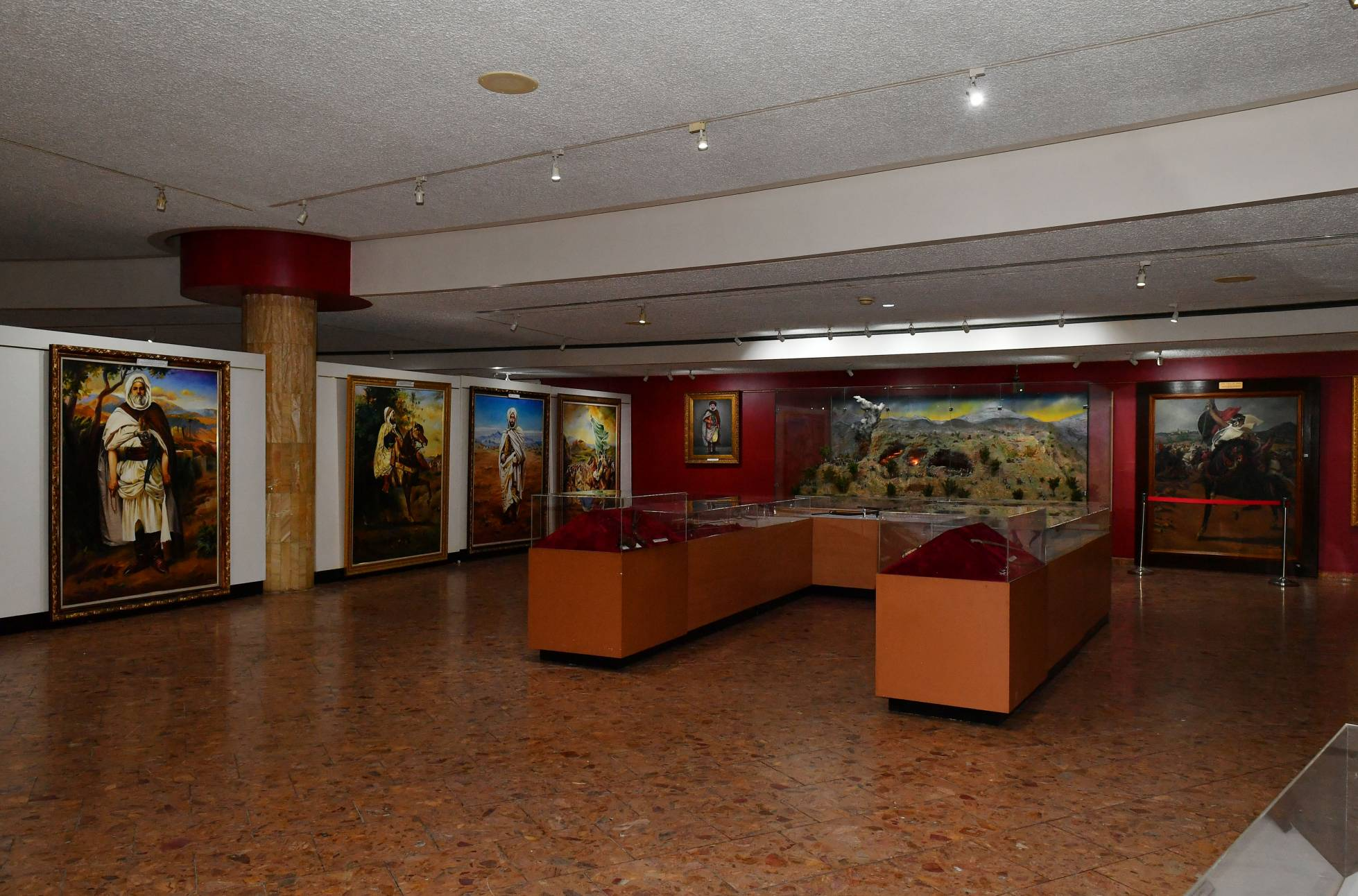
Une des salles d'expositions du musée.

Le parcours muséal commence par le hall central du musée qui consacre sa partie supérieure à une exposition permanente des portraits du Groupe des 22, à l'origine de la création du Front de Libération Nationale (FLN), ainsi que les portraits des Présidents de la République algérienne qui se sont succédé à la magistrature suprême depuis l'indépendance de l'Algérie. L'exposition revient, à travers plusieurs tableaux, photos, armes, effets vestimentaires et objets marquants, sur les résistances populaires dirigées par de grands noms historiques, à l'instar de l'Émir Abdelkader, Ahmed Bey, Lalla Fatma N'Soumer, Cheikh Bouamama, Cheikh El Mokrani, Cheikh El Haddad et Cheikh Ahmed Bou Ziane (Bû Ziyân (en)).
Une aile est consacrée au mouvement national algérien depuis les Scouts musulmans algériens, l'Association des Oulémas musulmans algériens et la genèse des partis politiques algériens, ainsi que les massacres du 8 mai 1945 et les massacres de Sétif, Guelma et Kherrata.
Un grand espace retrace la Guerre de libération nationale, depuis la création du Front de Libération Nationale (FLN), le déclenchement de la révolution le 1 novembre 1954, les massacres d'août 1955 dans le Constantinois, le Congrès de la Soummam et la bataille d'Alger en 1957. Les différentes facettes du combat de libération et les moyens mobilisés par les forces coloniales françaises pour éradiquer la révolution, dont la célèbre guillotine qui a sévi dans la prison de Serkadji depuis 1956.
Un espace est réservé pour la commémoration des hauts faits du commando des hommes-grenouilles de l’Armée de libération nationale (ALN) à travers les archives et documents du musée.
Une partie de l'exposition est consacrée à la politique coloniale à travers de nombreux documents d'archives et photographies d'époque renseignant sur la politique de la terre brulée, le déplacement massif des populations et l'effacement de tout signe civilisationnel et identitaire algérien ainsi que la mobilisation obligatoire dans les forces coloniales. Et par les documents et les photographies, l'exposition revient également sur la création du Gouvernement provisoire de la république algérienne (GPRA) et ses différentes composantes, sur la solidarité internationale avec la cause nationale, puis sur les accords d'Évian et la proclamation de l'indépendance.
À la fin du parcours muséal, le visiteur peut se recueillir à la mémoire des martyrs sous le sublime dôme décoré de versets coraniques calligraphiés, et qui compte également une récitation permanente du saint coran.
Le musée conserve, dans un coffre, le poignard des Jeunesses hitlériennes que Jean-Marie Le Pen avait oublié dans l’appartement d’Ahmed Moulay, qu’il venait d’enlever pour le torturer.

## Directeurs
- Mohamed Lahcen Zeghidi
- Mustapha Bitam
- Mourad Ouznadji[13].

## Galerie d'images

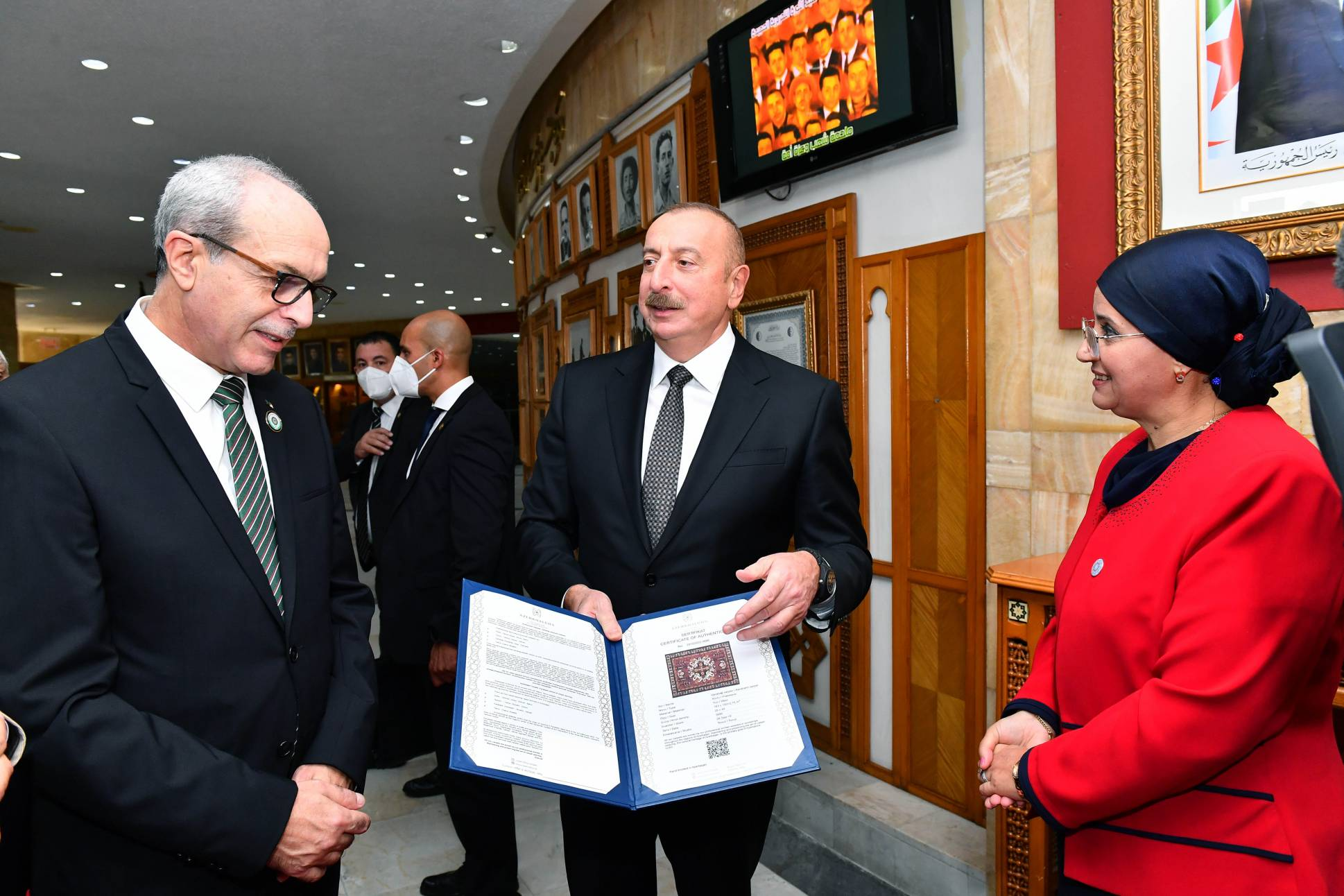
Visite au musée en 2022 d'Ilham Aliyev, président de la république d'Azerbaïdjan.
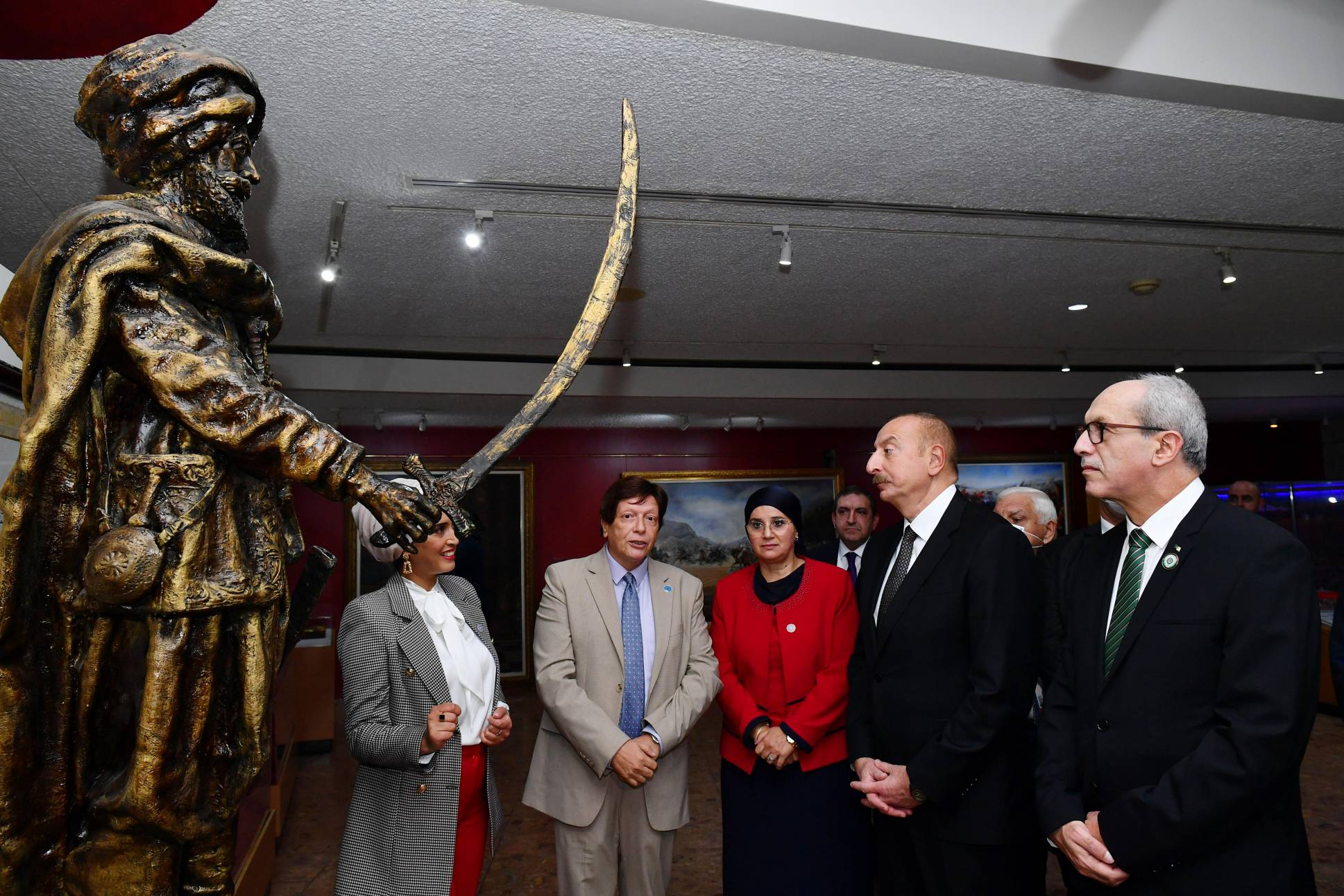
Visite au musée en 2022 d'Ilham Aliyev, président de la république d'Azerbaïdjan.
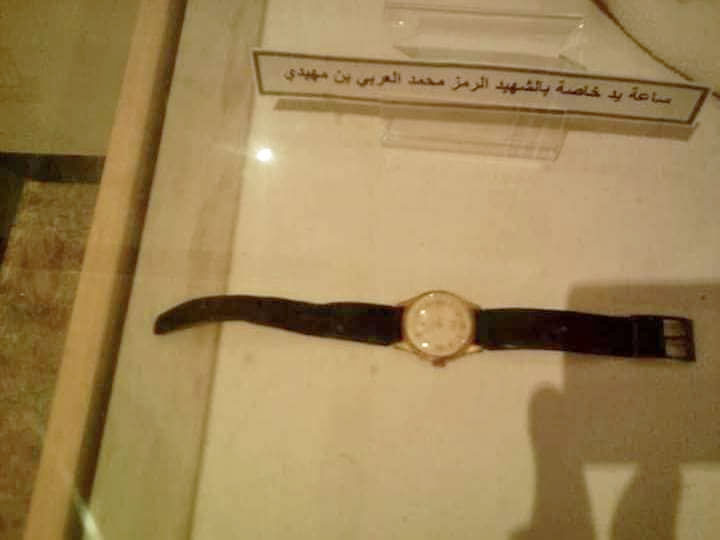
Montre du militant algérien Larbi Ben M'hidi exposée au musée.
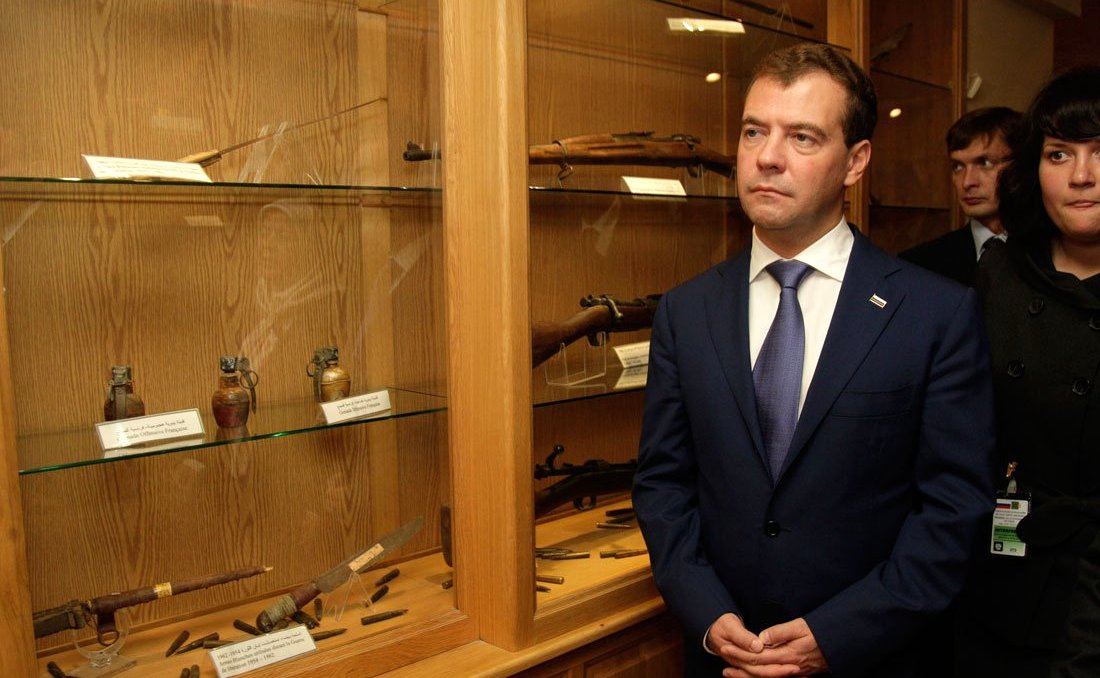
Visite au musée en 2010 de Dmitri Medvedev, président de la fédération de Russie.
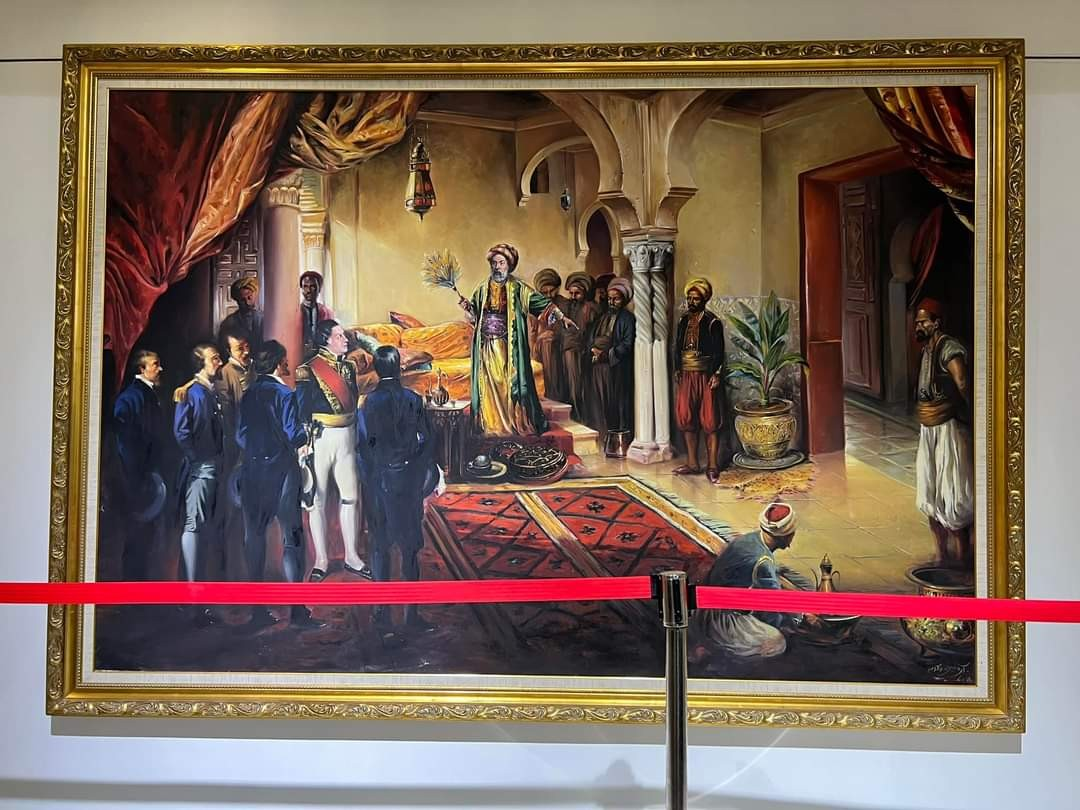
Toile représentant la scene du Coup d'Eventail entre le consul de France Pierre Deval et Dey Hussein, qui a servi de prétexte pour l'expédition d'Alger de 1830.
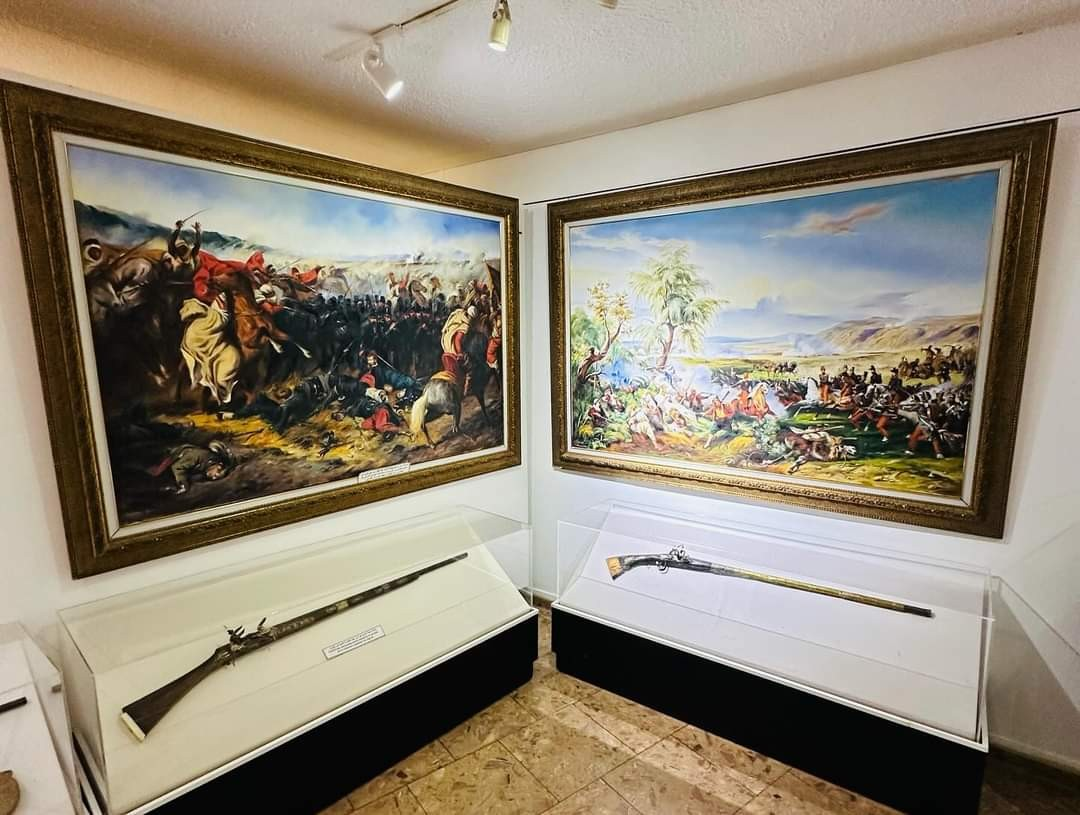
Deux toiles représentants des batailles de la révolution populaire.
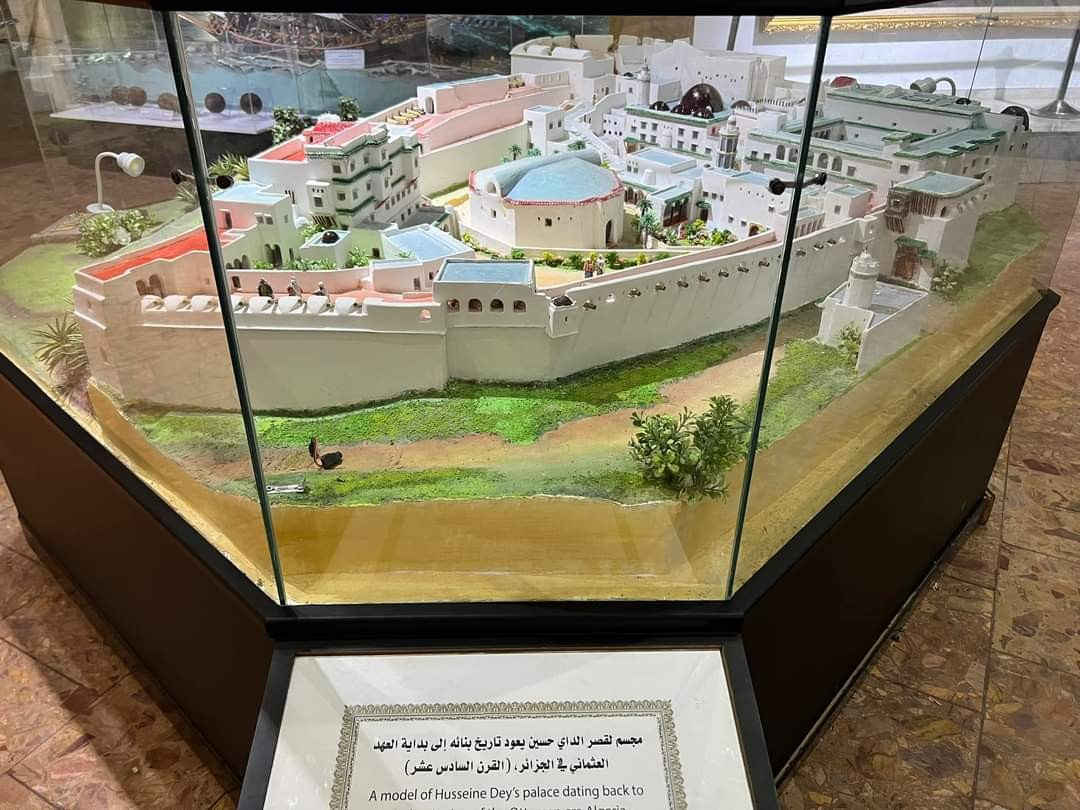
Maquette de la citadelle d'Alger.
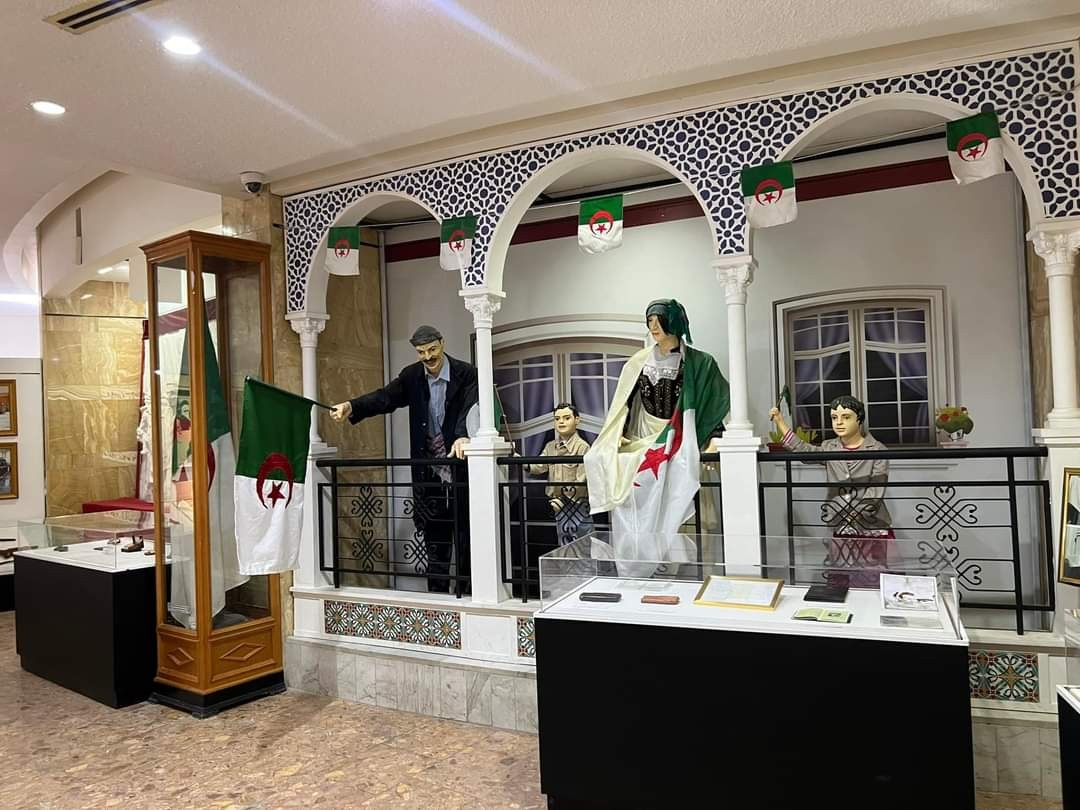
Scène représentant des Algériens joyeux de retrouver leur indépendance le 5 juillet 1962.
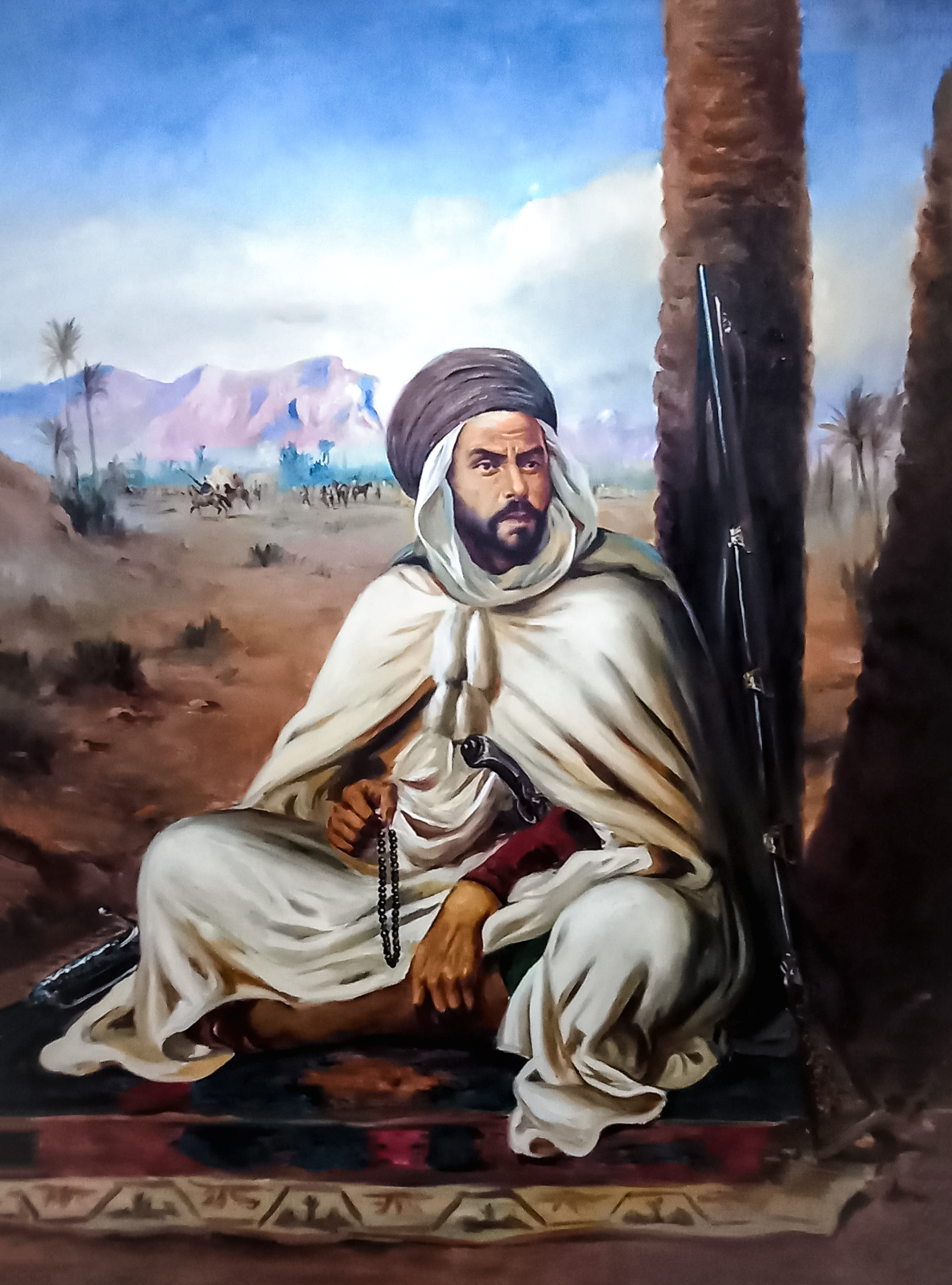
Portrait du Cheikh Boumaza chef de la résistance du Dahra et de l'Ouarsenis.